# リガ国際空港
リガ国際空港（ラトビア語: Starptautiskā lidosta "Rīga",英語: Riga International Airport）は、ラトビアの首都、リガにある国際空港である。エア・バルティックがハブ空港として使用しているほか、ウィズエアー、ライアンエアーも準ハブ空港として使用している。
手狭になった中心部に近いSpilve空港の代わりとして1973年に建設され、1999年以降の利用者数はバルト三国最多となっている。特に2005年前後から続くエア・バルティックの積極的な就航路線の拡大を受け、2005年時点で約180万人だった利用者数は、2018年には800万人を突破している。

## 就航航空会社
- アエロフロート・ロシア航空
- エア・バルティック
- チェコ航空
- フィンエアー
- LOTポーランド航空
- ルフトハンザドイツ航空
- ノルウェー・エアシャトル
- ライアンエアー
- ターキッシュ エアラインズ
- ウィズエアー

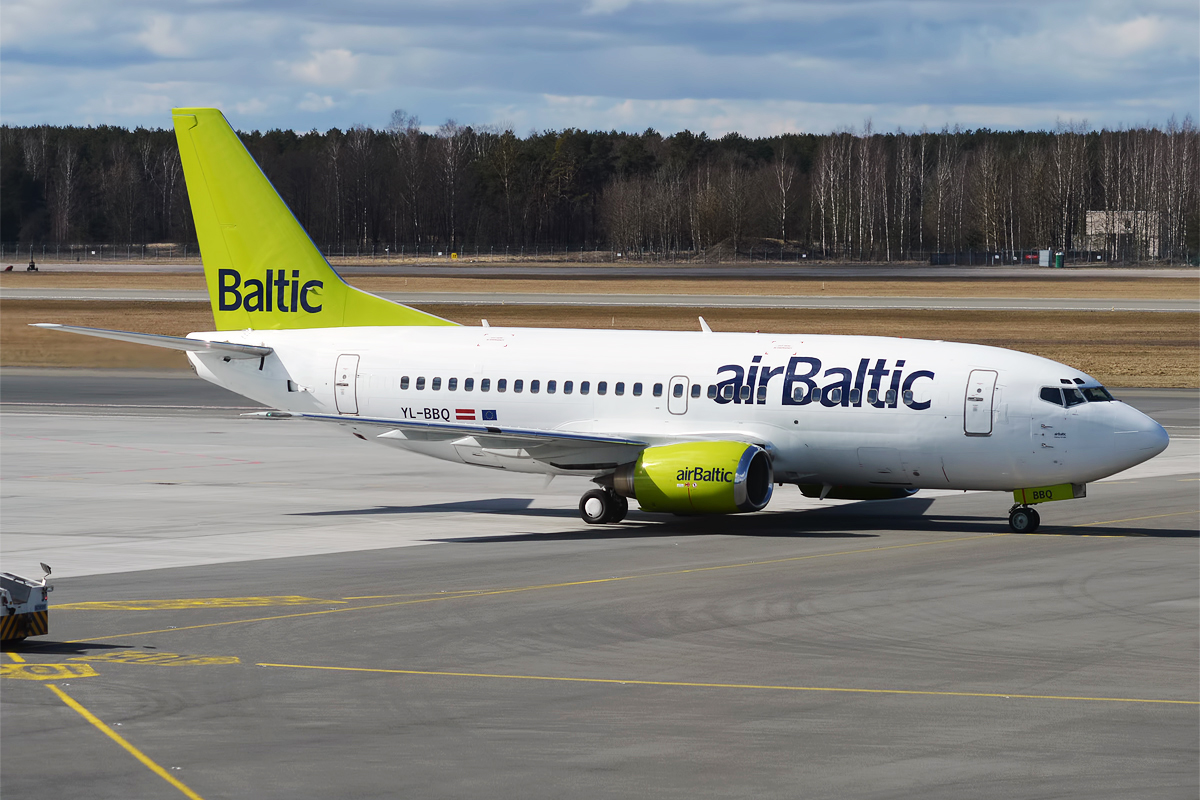
Air Baltic, Boeing 737-522

- ウズベキスタン航空(タシュケント・ニューヨーク)
  - 定期便の就航はしていないが、日本航空が2009年8月4日にパッケージツアー客を乗せたチャーター便としてリガ国際空港まで運航した。

## 空港アクセス
バス路線の22番線が、リガ駅やバスターミナルとを結んでいる。また、カウナス、クライペダ、シャウレイなどのリトアニア各都市への長距離国際バスも運行されている。